# Eschiva di Ibelin (regina di Cipro)
Esciva di Ibelin (1160 – inverno 1196) fu una nobildonna appartenente alla influente famiglia degli Ibelin, che fu regina di Cipro dal 1194 fino alla sua morte.

## Biografia

### Infanzia
Secondo Les familles d'outre-mer, Eschiva era figlia di Baldovino di Ibelin ( †  1187), signore di Ibelin e signore di Ramla, e di Richilde di Bethsan, figlia di Guermond, signore di Bethsan; Baldovino di Ibelin, sempre secondo Les familles d'outre-mer, era anche signore di Rama.
Baldovino di Ibelin, sempre secondo Les familles d'outre-mer, era figlio di Barisano di Ibelin, capostipite della famiglia di Ibelin e di Helvis di Ramla, figlia di Baldovino di Ramla e di Stefania di Nablus, che gli portò in dote la signoria di Ramla.

### Matrimonio

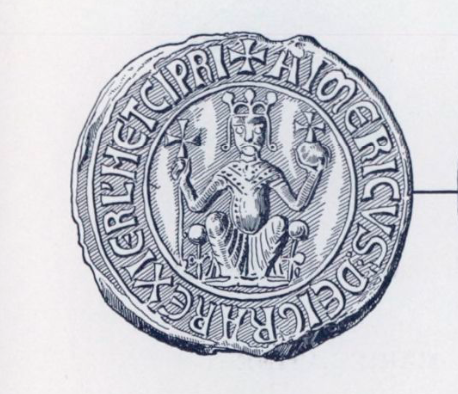
Amalrico II di Lusignano su di una moneta

secondo il Recueil des historiens des croisades. Historiens occidentaux. Tome second Eschiva, nel 1174, aveva sposato Amalrico di Lusignano (1145-1205), futuro conestabile del regno di Gerusalemme (1180-1192), in seguito re di Cipro (1194-1205) e re di Gerusalemme (1198-1205), che, secondo la Chronica Albrici Monachi Trium Fontium, era fratello di Ugo il Bruno di Lusignano, Goffredo e Guido, Re di Gerusalemme, ed il loro padre era il Signore di Lusignano, Ugo VIII, detto il Vecchio o il Bruno ("le Vieux ou le Brun") e della moglie, sorella del visconte di Thouars, Bourgogne o Burgundia di Rançon († 1169), dama di Fontenay, figlia del visconte di Thouars Goffredo di Rançon e Falsifie, dama di Moncontour.
Poco dopo il matrimonio, Eschiva ed il marito, Amalrico, sono citati nel documento n° 539 del Regesta Regni Hierosolymitani 1097-1291, inerente ad una compravendita di suo padre, Badovino e della famiglia Ibelin.

### Morte
Eschiva era ancora in vita, nel settembre 1195, come risulta dalla Histoire de l'île de Chypre sous le règne des princes de la maison de Lusignan, volume 3, in cui il marito Amalrico la cita.
Eschiva morì nell'inverno del 1196, in quanto, alla morte di Enrico II di Champagne nel settembre 1197, suo marito Amalrico risultava vedovo.

## Discendenza
Eschiva ad Amalrico diede sei figli:
1. Borgogna (1178 c. - 1210 c.), sposata a Gualtiero de Montfaucon (ucciso nella battaglia di Satalia, 20 giugno 1212), reggenti del trono di Cipro durante la minor età di Ugo I[13];
2. Guido ( † prima del 1205), che era stato fidanzato con Maria di Gerusalemme, figlia di Enrico II di Champagne e di Isabella, regina di Gerusalemme[14];
3. Giovanni ( † prima del 1205), che era stato fidanzato con Alice di Gerusalemme, figlia di Enrico II di Champagne e di Isabella, regina di Gerusalemme[14];
4. Eloisa o Elvis (1190 c.- 1217 c.), sposata (1205) a Eudes de Dampierre-sur-Salon, signore di Chargey-le-Grey; divorziata nel 1210, sposò nel 1210 Raimondo Rupeno di Antiochia[14];
5. Ugo (c. 1194 - 1218), Re di Cipro[15];
6. Alice ( † prima del 1205), morta giovane[14].

### Fonti primarie
- (LA)  Historia rerum in partibus transmarinis gestarum, liber XIX.
- (LA)  Monumenta Germaniae Historica, Scriptores, tomus XXIII.
- (LA)  Histoire de l'île de Chypre sous le règne des princes de la maison de Lusignan, volume 3.
- (LA)  Regesta Regni Hierosolymitani 1097-1291.
- (FR)  Recueil des historiens des croisades. Historiens occidentaux. Tome second.

### Letteratura storiografica
- (EN)  The Lusignan family in the 11th & 12th centuries.
- (EN)  The Kingdom of Cyprus and the Crusades, 1191-1374.
- (FR)  Chronique d'Ernoul et de Bernard le Trésorier.
- (FR)  Les familles d'outre-mer.